# Onthophagus nigricornis
Onthophagus nigricornis är en skalbaggsart som beskrevs av Leon Fairmaire 1887. Onthophagus nigricornis ingår i släktet Onthophagus och familjen bladhorningar. Inga underarter finns listade i Catalogue of Life.